# Raymond Browne
Raymond Anthony Browne (ur. 23 stycznia 1957 w Athlone) – irlandzki duchowny katolicki, biskup Kerry od 2013.

## Życiorys
Studiował w Maynooth College, a także w Kolegium Irlandzkim w Rzymie. Święcenia kapłańskie otrzymał 4 czerwca 1982 i inkardynowany został do diecezji Elphin. W roku 1983 uzyskał licencjat z prawa kanonicznego na Uniwersytecie Gregoriańskim. W latach 2002–2008 wikariusz sądowy w regionalnym trybunale małżeńskim w Galway. Od 2008 proboszcz w Ballagh.
2 maja 2013 papież Franciszek mianował go ordynariuszem diecezji Kerry. Sakry udzielił mu 21 lipca 2013 metropolita Cashel - arcybiskup Dermot Clifford.